# Ścieżka holownicza

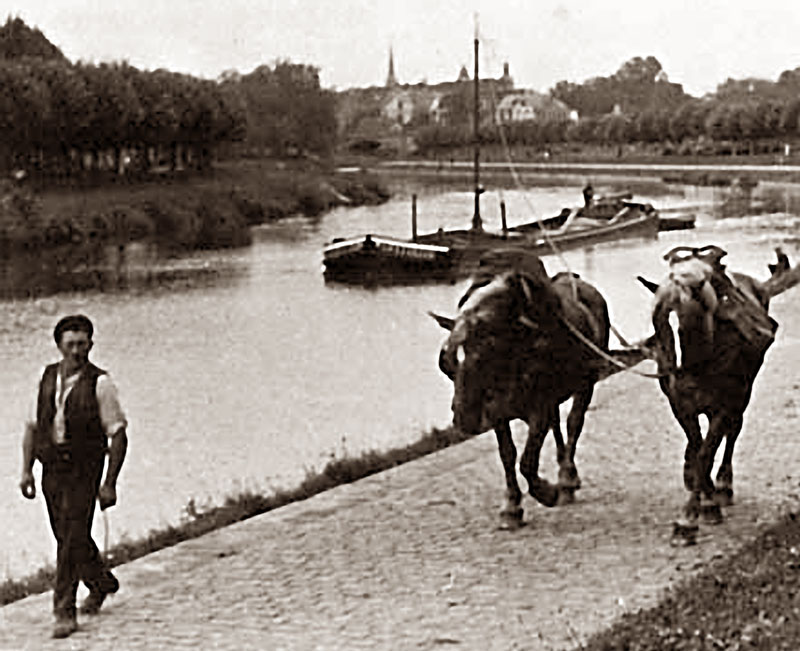
Ścieżka holownicza na kanale Finow

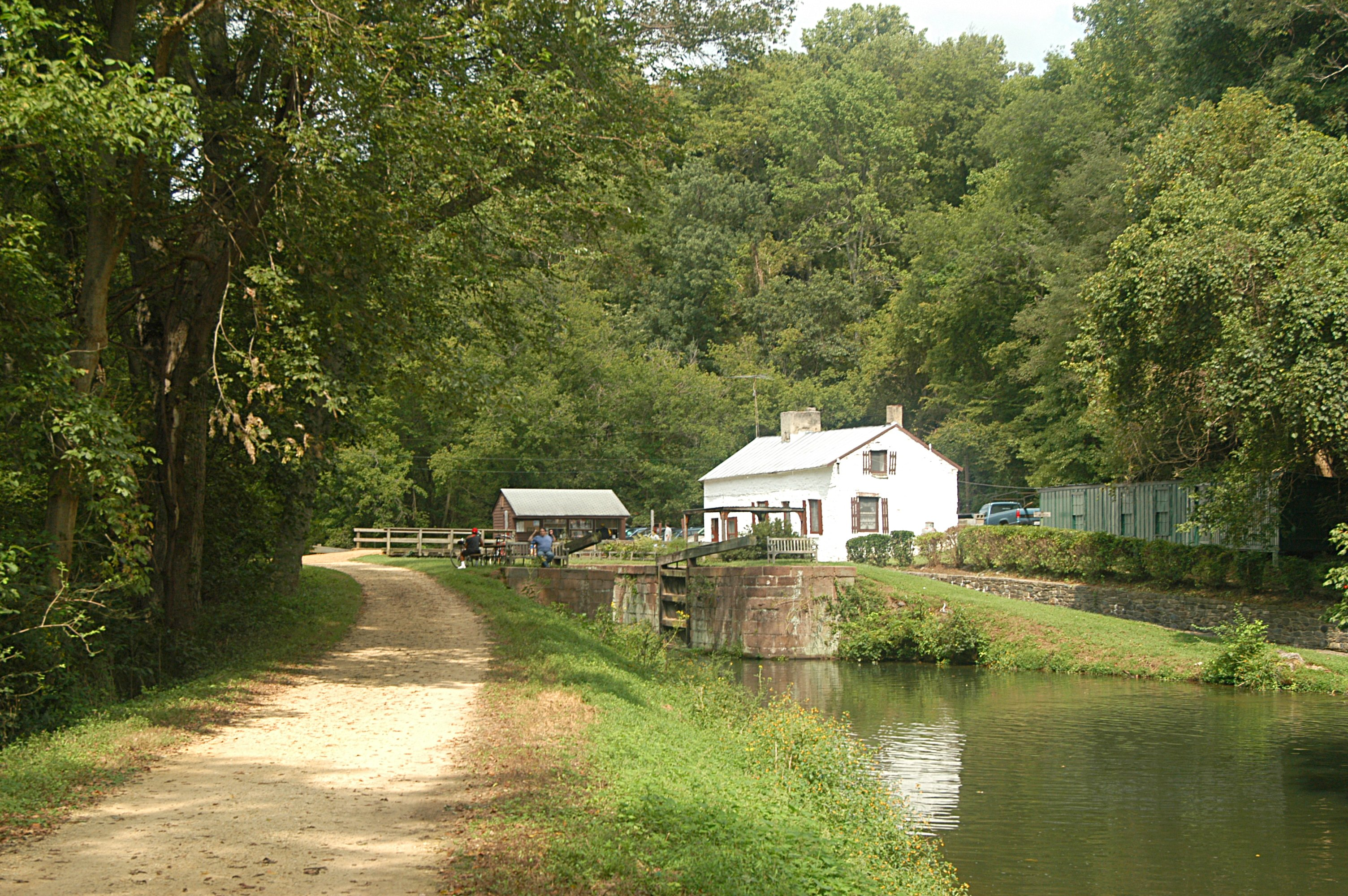
Ścieżka holownicza na Chesapeake and Ohio Canal

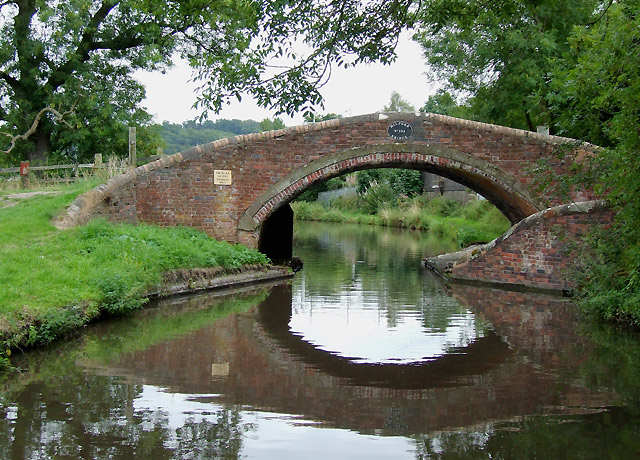
Most holowniczy na Staffordshire and Worcestershire Canal. Ścieżka przechodzi na drugą stronę kanału, ale koń nie musi być wyprzęgany.

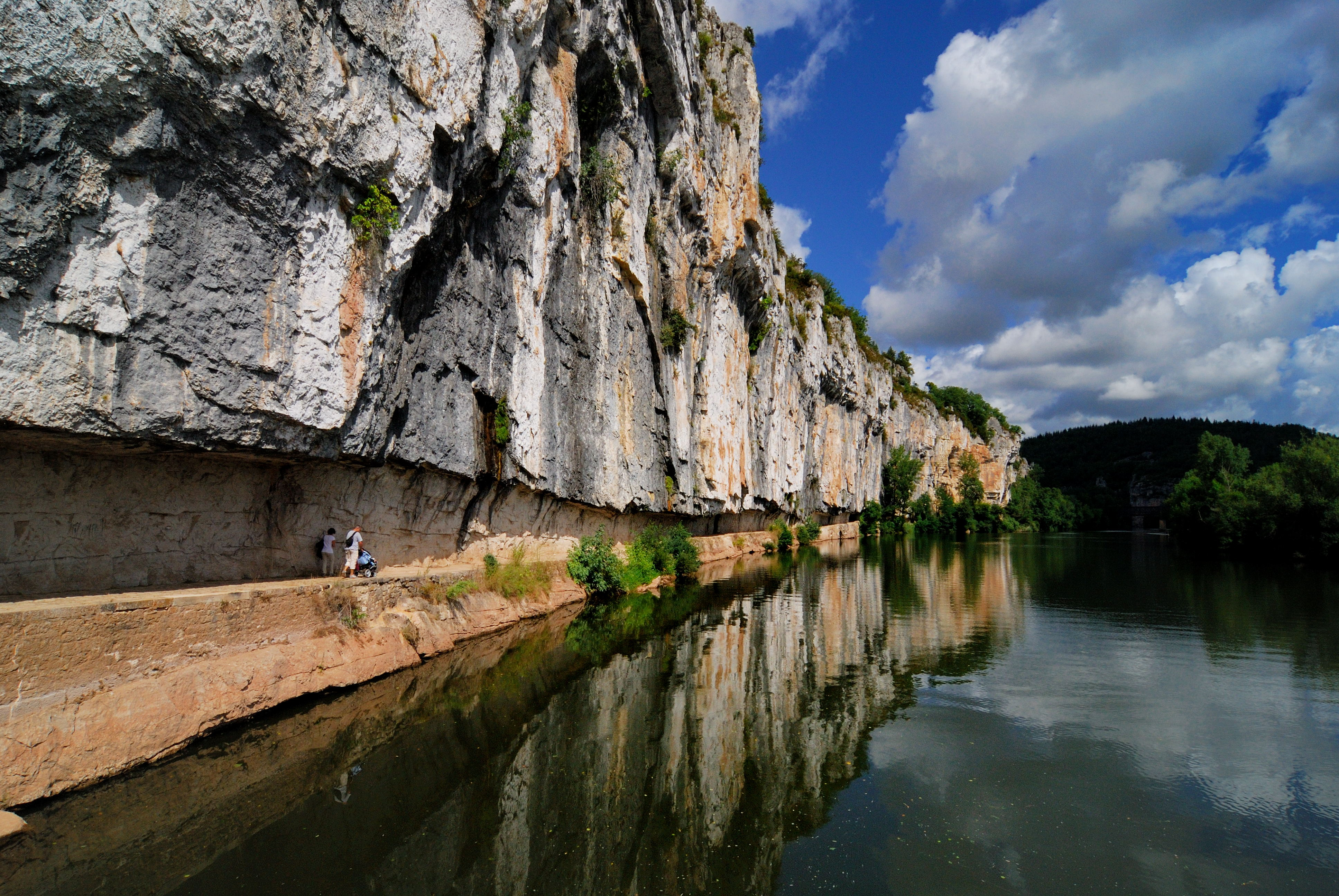
Ścieżka holownicza wykuta w skale

Ścieżka holownicza lub ścieżka flisacka – droga lub ścieżka wzdłuż brzegu rzeki, kanału lub innego szlaku żeglugi śródlądowej. Celem ścieżki jest umożliwienie pojazdowi, zwierzętom pociągowym lub grupie ludzi (w Rosji zwanych burłakami) ciągnięcia łodzi lub barki. 
Po rewolucji przemysłowej ciągnięcie łodzi zostało wyparte przez łodzie wyposażone w silniki oraz szybszy transport kolejowy. Od tego czasu wiele ścieżek holowniczych zostało przekształconych w szlaki turystyczne dla turystów pieszych lub ścieżki rowerowe, używane także do celów jeździeckich, zaś w zimie do biegów narciarskich i przez użytkowników skuterów śnieżnych. W Anglii obecnie nadal nazywane są towpaths, ale tylko sporadycznie są używane do holowania łodzi. 
W Polsce ścieżki holownicze znajdują się m.in. w Bydgoszczy i Gdańsku.